# 科多
科多，是西班牙阿拉贡自治区萨拉戈萨省的一个市镇。 总面积11平方公里，总人口259人（2001年），人口密度24人/平方公里。